# Poczernin (województwo mazowieckie)
Poczernin – wieś sołecka w Polsce położona w województwie mazowieckim, w powiecie płońskim, w gminie Płońsk.
W latach 1975–1998 miejscowość położona była w województwie ciechanowskim.
Obok miejscowości przepływa rzeczka Naruszewka, dopływ Wkry.
Mieści się tutaj siedziba Zarządu Dróg Rejonowych.